# Repubblica Tiberina
La cosiddetta Repubblica Tiberina fu un governo provvisorio che venne proclamato il 4 febbraio 1798, allorché i giacobini presero il potere nella città di Perugia. Era una delle repubbliche giacobine nate sulla spinta delle vittorie in Italia del giovane generale Bonaparte.  

Prese nome dal fiume Tevere.  Era retta da un console ed aveva come bandiera una tricolore uguale a quello francese.
Venne unita alla Repubblica Romana il 7 marzo 1798.